# Kamal Adouan
Kamal Adouan (1925 ou 1935 - 10 avril 1973, Kamal Abdelhafid Adouan كمال عبد الحفيظ عدوان en arabe) était un homme politique palestinien. Il meurt assassiné par le Mossad, alors qu'il était le responsable du Fatah des opérations en Israël et dans les territoires occupés, au côté de Abou Youssef et de Kamal Nasser à Beyrouth en 1973, à la suite du massacre de l'équipe olympique d'Israël aux Jeux de Munich par des terroristes palestiniens le 5 septembre 1972. 
Son nom a été donné à un hôpital assiégé en 2025 de la bande de Gaza.

## Biographie
Kamal Adouan est né à Barbara, district de Gaza, Palestine Mandataire, en 1925.
En 1956, alors qu'il est instituteur et militant chez les Frères musulmans, il organise des cellules face à la première occupation israélienne de Gaza.
En 1957, il part au Qatar pour y enseigner et payer ses études à l'Institut du Pétrole au Caire.
Il adhère au début des années 60 au Fatah et est admis au Conseil révolutionnaire. En 1968, il s'installe à Amman et devient responsable, pendant deux ans, du département central de l'Information du Fatah.
En 1971, partisan du combat à l'intérieur des frontières de la Palestine, il en devient le responsable des opérations.
Il est assassiné lors d'un raid israélien le 10 avril 1973, lors de l'Opération Colère de Dieu.